# Pakuashipi
Pakuashipi, également appelé Pakua Shipi, Pakua Shipu et Saint-Augustin, est un établissement innu situé sur la Basse-Côte-Nord, au Québec, au Canada. Situé à l'ouest de la rivière Saint-Augustin face à la municipalité de Saint-Augustin, il est habité par les Montagnais de Pakua Shipi.

## Géographie
Pakuashipi est un établissement indien situé à l'ouest de la rivière Saint-Augustin en face de la municipalité de Saint-Augustin au nord-est de Natashquan en Basse-Côte-Nord,. La ville la plus importante située la plus près est Sept-Îles à 550 km au sud-ouest. On a accès à Pakuashipi par avion (Air Liaison) ou par bateau : le Relais Nordik - le Bella Desgagnés.
Se trouvent à Pakuashipi un aéroport, un centre de santé, un centre communautaire, une église, une école, une radio communautaire et des services d'hôtellerie.

## Histoire
Relocalisés au début des années 1960 avec les Montagnais d'Unamen Shipu par le gouvernement fédéral, les habitants s'enfuirent durant la nuit à la faveur d'une tempête et retournèrent sur leurs terres ancestrales.

## Démographie
Le recensement de 2011 y dénombre 312 habitants, 8 % de plus qu'en 2006,. La langue maternelle et langue d'usage à la maison est l'innu-aimun (montagnais) dans une proportion de près de 95 %, tandis que le français est connu par environ 38 % des gens. Le recensement de 2016 fait part d'une population de 237 habitants, soit 24 % de moins qu'en 2011.
| 2001 | 2006 | 2011 | 2016 |
| ---- | ---- | ---- | ---- |
| 228  | 289  | 312  | 237  |